# Bälliz-Freienhofgasse

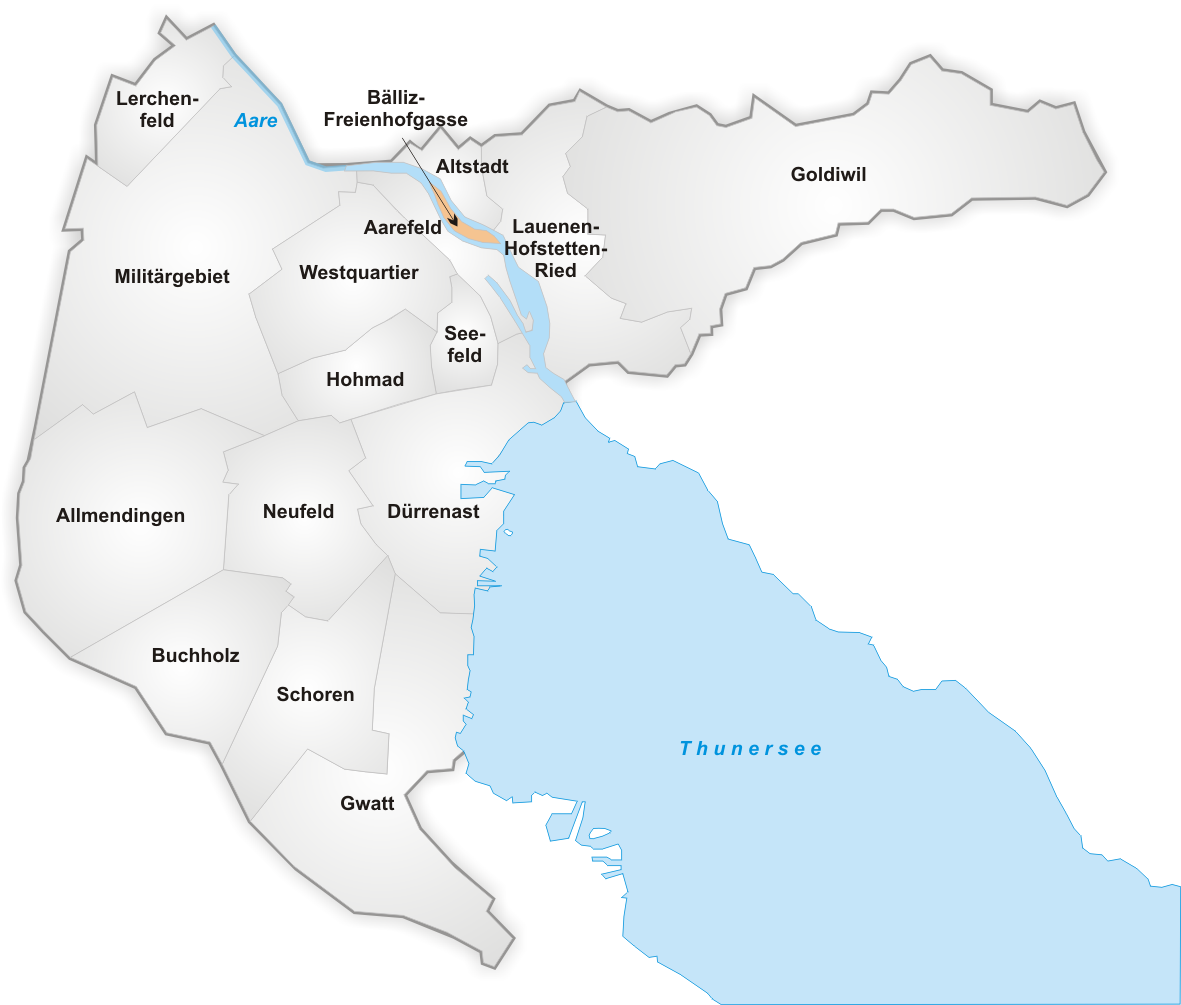
Stadtteil Bälliz-Freienhofgasse

Bälliz-Freienhofgasse ist ein Stadtteil von Thun. Er liegt am südwestlichen Rand der Altstadt und besteht aus einer langgestreckten Insel zwischen Innerer und Äusserer Aare. Der Name Bälliz bezieht sich im weiteren Sinne auf diese Insel Bälliz; im engeren Sinne nur auf die im Zentrum der Insel längs verlaufende Bällizgasse. In der Südostecke der Insel liegt der «Freienhof», der älteste Gasthof der Stadt. Im Nordwesten ist das Bälliz über die Allmendgasse mit dem links der Aare gelegenen Teil Thuns und über die Kuhbrücke mit der Thuner Altstadt verbunden. Ins Zentrum der Insel führen Parkhaus-, Rathaus-, Post- und Mühlebrücke. Beim «Freienhof» verbindet die Bahnhofbrücke das Bälliz mit dem links der Aare gelegenen Thuner Bahnhof und die Sinnebrücke mit der Altstadt.

## Geschichte
Das Bälliz gehört zur zweiten Thuner Stadterweiterung in der zweiten Hälfte des 13. Jahrhunderts. Zu dieser Zeit befand sich auf der linken Aareseite im Bereich des heutigen Stadtzentrums lediglich ein Brückenkopf mit Vorstadt im Bereich des heutigen Freienhofs, die Sinne. Das Bälliz, bis zur Stadterweiterung kaum bebaut, war anfänglich von der Sinne durch einen Wasserkanal getrennt. Bis ins 18. Jahrhundert wurde die Äussere Aare lediglich bei Hochwasser überschwemmt. Erst mit der Kanderkorrektion, bei der die Kander in den Thunersee und über die Aare durch die Stadt Thun abgeleitet wurde, wurde das Bälliz dauerhaft zur Insel.

## Etymologie
Der Name des Bälliz konnte bis heute nicht sicher gedeutet werden. Vermutlich wird Bälliz vom gallischen Wort «bellitio» (= Pappel) abgeleitet. Es kann sich aber auch um eine bewusste Benennung der neuen Vorstadt handeln, nach dem Vorbild von Bellinzona, dessen älteres deutsches Exonym ebenso wie die ältesten Namenbelege für das Bälliz Bellenz lautet. Bälliz als Name eines Dorfteils kommt in mehr als zehn Gemeinden im Einzugsgebiet von Thun vor. Vermutlich handelt es sich bei allen diesen Bälliz, von denen keines vor dem 18. Jahrhundert bezeugt ist, wiederum um Nachbenennungen nach dem Thuner Vorbild.